# Dichelomorpha glabrilinea
Dichelomorpha glabrilinea är en skalbaggsart som beskrevs av Walker 1859. Dichelomorpha glabrilinea ingår i släktet Dichelomorpha och familjen Melolonthidae. Inga underarter finns listade i Catalogue of Life.